# NBCUniversal Media Group
NBCUniversal Media Group es la división de televisión y streaming de NBCUniversal, y la sucesora directa de su antigua división NBCUniversal Television Group, que existió desde 2004 hasta 2019.

## Historia

### NBC Broadcasting
NBC Broadcasting es el brazo de distribución de televisión de NBC Universal. La empresa está compuesta por seis divisiones: NBC Advertising Sales, NBCUniversal Owned Television Stations, Affiliate Relations, Network Research, NBCUniversal Television Distribution, NBCUniversal Digital Entertainment y Special Events.

### Historia
En 2006, NBC vendió cuatro estaciones de sus mercados más pequeños. En noviembre de 2007, las estaciones de televisión propiedad de la NBC cambiaron su nombre a NBC Local Media. En marzo de 2008, Local Media decidió centrarse en el crecimiento de los sitios web y las diez estaciones más importantes del mercado, poniendo a la venta WTVJ en Miami y WVIT en Harford.
LXTV fue adquirida en enero de 2008 por NBC Local Media, seguida en marzo por la compra de Skycastle Entertainment, la antigua empresa externa de ventas y marketing de Local Media. Después del cierre de NBC Weather Plus a finales de 2008, WNBC lanzó una programación de reemplazo de información local, noticias y estilo de vida como NBC New York Nonstop en marzo de 2009 usando programas de LXTV.
En mayo de 2009, NBC puso en marcha un plan de afiliación escalonado. El plan tiene tres niveles: Bronce, Plata y Oro. Bronce es la afiliación estándar existente a corto plazo, programando con divisiones de inventario de anuncios. Con el plan plata, la filial y la red sumarían el trabajo en otros medios: internet, inalámbrico y video bajo demanda con división de inventarios, un acuerdo financiero diferente y compromisos de promoción. El acuerdo de afiliación de oro es una asociación más amplia en los medios en línea locales y la televisión digital móvil con la red que representa a los afiliados de oro en las negociaciones de consentimiento de retransmisión por cable y satélite con la red compartiendo los ingresos del transporte. Un sitio web NBClocal.com livestyle sería parte del paquete plata. En julio de 2009, GE ha estado registrando los dominios NBCmarket.com (como NBCIndianapolis.com) en mercados donde las estaciones NBC no son propiedad de NBC. El presidente de la Junta Directiva de NBC Affiliates, Mike Fiorile, indicó una preferencia en nombre de las estaciones locales de que la estación local sea dueña de su propia marca en el mercado. Local Newser indicó que esto podría ser un intento de la NBC para competir con sus afiliados locales a pesar de señalar el programa local de la NBC como parte de sus planes de afiliación de primer nivel.
El 24 de octubre de 2012, NBC Owned Television Stations anunció que relanzará la cadena NBC Nonstop como Cozi TV, que presentará programas clásicos de televisión, películas y programación original.
En julio de 2013, NBCU colocó las estaciones de televisión de NBC y las estaciones de operación y operación de Telemundo en una nueva división, NBCUniversal Owned Television Stations, y New England Cable News fue transferida a las estaciones de televisión de NBC.

## Unidades

### NBCUniversal Television Distribution
NBCUniversal Television Distribution (anteriormente NBC Enterprises y Universal Domestic Television) es el brazo de distribución de televisión de NBC Universal que distribuye programas en todo Estados Unidos. 
Los lanzamientos de DVD para la mayoría de los programas propiedad del grupo son manejados por Universal Studios Home Entertainment, mientras que otros son licenciados a otras compañías como Lionsgate Home Entertainment, Arts Alliance America y Shout! Fábrica. 

### NBCUniversal International Television
NBCUniversal International Television o NBCUniversal International Television Distribution (anteriormente Universal Worldwide Television y MCA TV International) es la rama de producción/distribución de televisión mundial de NBCUniversal, que distribuye los programas de NBCUniversal en todo el mundo. Universal Worldwide Television se formó en 1997 como resultado de la desintegración de la televisión de pago UIP. Antes de la formación de NUIT, durante varios años MGM International Television Distribution se encargó de la distribución mundial de programas de NBC Studios.

### NBC Entertainment
NBC Entertainment es el brazo de entretenimiento de NBCUniversal de la cadena NBC. La división con la compañía es la programación en horario de máxima audiencia y a altas horas de la noche, asuntos de negocios, investigación de la Costa Oeste, mercadotecnia, relaciones públicas y programación de cadenas y Universal Television.

#### NBC Entertainment History
En julio de 2008, Universal Cable Productions se separó de Universal Media Studios y pasó a formar parte de la división de NBCUniversal Cable Entertainment. El lunes 12 de septiembre de 2011, Universal Media Studios cambió su nombre a Universal Television.

#### Universal Television Alternative Studio
Universal Television Alternative Studio es la división de realidad y producción alternativa de NBC Entertainment. La unidad depende del presidente de NBC Entertainment.

### NBCUniversal Owned Television Stations
NBCUniversal Owned Television Stations se compone de dos divisiones: NBC Owned Television Stations y Telemundo Station Group, que opera las cadenas de propiedad y operados por NBCUniversal en Estados Unidos.

### NBCUniversal News Group
NBCUniversal News Group es la división de noticias de NBCUniversal, compuesta por las unidades de NBC News y MSNBC, que fue creada el 19 de julio de 2012 con CNBC bajo la presidencia de Pat Fili-Krushel. En abril de 2015, Andrew Lack asumió el cargo de director ejecutivo del grupo y CNBC fue trasladada a una unidad de dependencia directa de NBCUniversal CEO. Lack, que antes era el jefe de NBC News, fue nombrado para corregir la división después de que los índices de audiencia y el escándalo del enriquecimiento de Brian Williams se debilitaran.
El grupo adquirió una participación del 25% en Euronews por 30 millones de dólares en febrero de 2017 para aumentar su alcance internacional. Euronews, cuando se integre con NBC News, pasará a llamarse Euronews NBC.

### NBCUniversal Syndication Studios
NBCUniversal Syndication Studios (antes NBC Enterprises, Universal Domestic Television, Studios USA Television Distribution LLC, MCA TV y NBCUniversal Television Distribution entre otras encarnaciones de distribuidoras) es el brazo de distribución de televisión de NBCUniversal que distribuye programas en todo el país.
Los lanzamientos en DVD de la mayoría de los programas propiedad del grupo corren a cargo de Universal Pictures Home Entertainment, mientras que otros se licencian a otras empresas como Lionsgate Home Entertainment, Mill Creek Entertainment, Arts Alliance America y Shout! Factory.

### NBCUniversal Global Distribution
NBCUniversal Global Distribution, también conocida como NBCUniversal International Television o NBCUniversal International Television Distribution (antes Universal Worldwide Television y MCA TV International) es la rama de producción y distribución de televisión de NBCUniversal, que distribuye los programas de NBCUni en todo el mundo. Universal Worldwide Television se formó en 1997 como resultado de la disolución de UIP Pay TV. Antes de la formación de NUIT, durante varios años MGM International Television Distribution se encargó de la distribución mundial de programas de NBCUniversal.
En abril de 2019, se anunció que Sky Vision se fusionaría con NBCUniversal Global Distribution, como resultado de la adquisición de Sky por parte de Comcast. El 1 de octubre, Sky Vision se fusionó oficialmente con NBCUniversal Global Distribution.

### NBCUniversal Cable Entertainment Group
NBCUniversal Cable Entertainment Group, antes NBCUniversal Cable Entertainment & Cable Studios, es la división de NBCUniversal que supervisa todos los canales de televisión por cable no deportivos del conglomerado.

#### NBCUniversal Cable
En febrero de 2013, tras la adquisición de la compañía por parte de Comcast, NBCUniversal fusionó sus dos divisiones de cable, NBCUniversal Cable Entertainment & Cable Studios y NBCUniversal Entertainment & Digital Networks and Integrated Media, en una sola unidad.  Con la dimisión de la presidenta de E!, Suzanne Kolb, en septiembre de 2014, NBCU Cable anunció la formación de Lifestyle Network Group, formado por Bravo, Oxygen, E! Entertainment y Esquire Network.
El 14 de abril de 2014, Comcast compró las participaciones de Lions Gate Entertainment y Sony Pictures Entertainment en Fearnet, adquiriendo la propiedad total del canal. Comcast planea integrar Fearnet en su actual red centrada en el terror y el thriller Chiller (propiedad de la unidad de cable de NBCUniversal de la compañía), aunque parte de la programación de Fearnet podría trasladarse a Syfy.
En enero de 2019, NBCUniversal se reorganizó para dar paso a su servicio de streaming. Bonnie Hammer fue transferida al nuevo puesto de presidenta de Direct-to-Consumer and Digital Enterprises de NBCUniversal, mientras que el grupo de cable fue colocado bajo el grupo NBCUniversal Broadcast, Cable, Sports and News.
A principios de 2019, Universal Cable Productions cambió su nombre por el de Universal Content Productions para reflejar el paso a las producciones digitales. En octubre de 2019, Universal Content Productions se transfirió de NBCUniversal Cable Entertainment Group a NBCUniversal Content Studios. Una nueva reestructuración colocó las dos redes de cable en abril de 2020 bajo NBCU Television and Streaming.

##### Unidades
Entertainment Networks:
- Syfy
- USA Network

Lifestyle Network Group:
- Bravo
- E!
- Oxygen
- Universal Kids
- Wilshire Studios, formalmente E! Studio

### NBCUniversal Direct-to-Consumer and Digital Enterprises
NBCUniversal Direct-to-Consumer and Digital Enterprises, también llamada Peacock and Digital Enterprises, es una división de NBCUniversal que posee el servicio de streaming y sus redes digitales y anteriormente poseía una parte de la cartera de cable de NBCUniversal, así como Telemundo.

#### Direct-to-Consumer y Digital Enterprises
En una reorganización de NBCUniversal en enero de 2019, Digital Enterprises pasó a depender de Bonnie Hammer como presidenta de NBCU Direct-to-Consumer and Digital Enterprises. El grupo Digital Enterprises era el núcleo inicial de este grupo, El anuncio de la reorganización indicaba que se formaría un nuevo servicio de streaming en el nuevo grupo.[60] El servicio de streaming se anunció el 17 de septiembre de 2019 como Peacock, que se lanzaría en abril de 2020. En una reorganización de mayo de 2020, la división se colocó bajo NBCUniversal Television and Streaming.

#### Unidades
- Fandango (70% del capital)
- Peacock

Medios integrados
- Snap (participación en la propiedad)
- Buzz (participación en la propiedad)
- Vox Media (participación en la propiedad)
- Hulu (33% de participación; socio silencioso; podría venderse a The Walt Disney Company a partir de 2024)

### NBCUniversal Telemundo Enterprises
NBCUniversal Telemundo Enterprises, antes NBCUniversal Hispanic Enterprises and Content & NBCUniversal Hispanic Group, es la empresa de difusión de la cultura hispana y la división de NBCUniversal.
NBCUniversal Hispanic Enterprises and Content se escindió de NBCUniversal Entertainment & Digital Networks and Integrated Media, tomando Telemundo Universo y TeleXitos, mientras que la mayor parte de dicha unidad se fusionó con NBCUniversal Cable Entertainment Group.
El 24 de diciembre de 2014, NBCUniversal anunció que renombraría mun2 como NBC Universo el 1 de febrero de 2015, coincidiendo con la transmisión en español de la cadena del Super Bowl XLIX.
El 12 de octubre de 2015, NBCUniversal Hispanic Group pasó a llamarse NBCUniversal Telemundo Enterprises y César Conde asumió la presidencia de Joe Uva. Conde ya era presidente de NBCUniversal International Enterprises. En una reorganización de mayo de 2020, la división fue colocada bajo NBCUniversal Television and Streaming.